# Warleggan
Warleggan – wieś w Anglii, w Kornwalii. Leży 79 km na północny wschód od miasta Penzance i 333 km na zachód od Londynu. 203 mieszkańców według spisu z 2001 roku.